# William Hall Gage
William Hall Gage (2 octobre 1777 - 4 janvier 1864) est un amiral britannique qui est le Second Sea Lord de la marine britannique. Il prend part à la bataille du Cap Saint-Vincent et au siège de Malte pendant les Guerres de la Révolution française.
En tant qu'officier supérieur, Gage est devenu commandant en chef de la station des Indes orientales et est ensuite commandant en chef de la station Downs. À la suite de la révolution belge, il participe au blocus de l'Escaut, offrant un soutien naval au nouveau royaume de Belgique. Il est ensuite devenu commandant en chef de la station de Lisbonne, avec l'ordre de protéger la jeune reine Marie II pendant la Guerre civile portugaise. Après cela, Gage est devenu le deuxième lord naval du second ministère Peel, puis commandant en chef, Devonport.

## Début de carrière

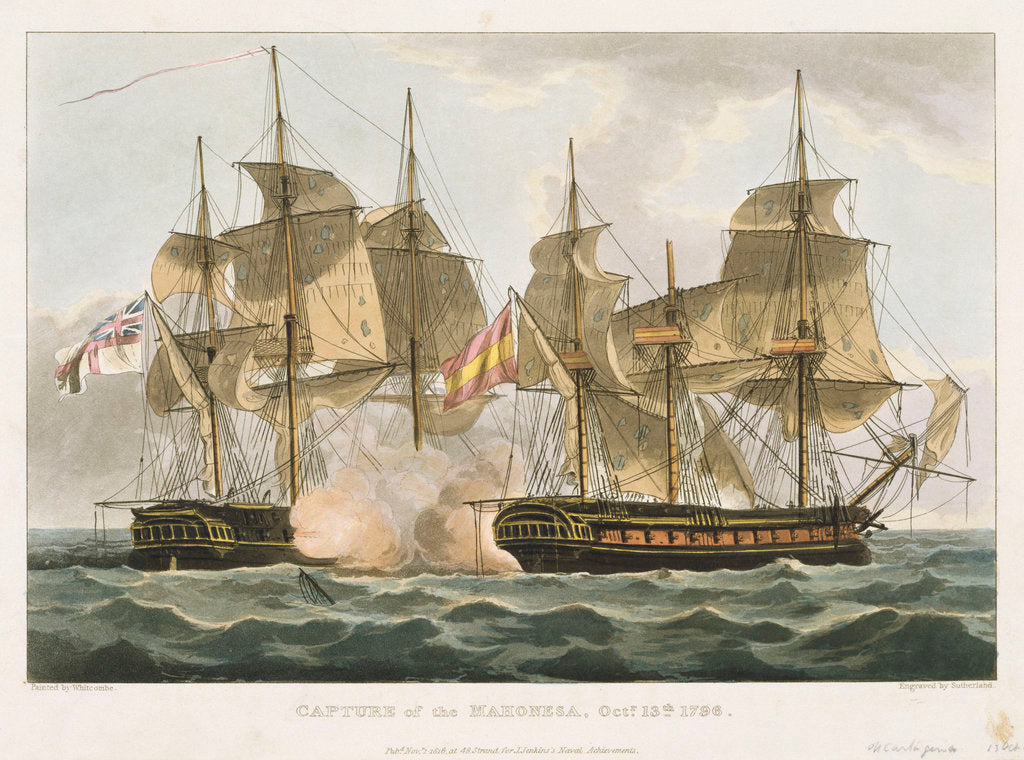
Le HMS Terpsichore (à gauche) que Gage a commandé pendant le siège de Malte, tenue par les Français

Il est le troisième fils du général Thomas Gage et Margaret Kemble, et rejoint la Royal Navy en novembre 1789 . Il est nommé sur le HMS Bellona à Portsmouth et, après avoir été promu aspirant, transféré au HMS Captain en septembre 1790 . Il sert ensuite sur le HMS Colossus, le HMS Proserpine, le HMS America, le HMS Egmont, puis le HMS Princess Royal. Sur le HMS Princess Royal, il participe à la bataille de Livourne en mars 1795 et à la bataille de Toulon en juillet 1795 pendant les guerres révolutionnaires françaises. Il est ensuite transféré au HMS Bedford et croise au large de Cadix, puis rejoint le HMS Victory, navire amiral de Sir John Jervis, commandant en chef de l'escadron méditerranéen.
Le grand-père de Gage est un cousin de Sir William Gage (7e baronnet) qui est un mécène reconnu du cricket de Sussex dans la première moitié du XVIIIe siècle. Gage lui-même s'est impliqué dans le cricket et est enregistré en jouant dans deux matchs pour l'équipe de Montpelier et Kennington en 1796 et dans un match de première classe en 1802. Il n'a eu qu'une seule manche dans ce match et a marqué 15 points .
Il est transféré au HMS Minerve en janvier 1796, et ayant été promu lieutenant le 11 mars 1796, il participe à la capture du navire espagnol Santa Sabina en décembre 1796 . Il participe également à la bataille du Cap St Vincent en février 1797 et dirige les équipages des bateaux du Minerve en compagnie de ceux de la frégate HMS Lively dans la prise du navire français Mutine à Santa Cruz de Tenerife en mai 1797. Promu commandant le 13 juin 1797 et capitaine le 26 juillet 1797, il devient commandant du HMS Terpsichore et navigue en Méditerranée pour diriger le siège de Malte sous contrôle français. Sur le HMS Terpsichore, il a également convié Charles-Emmanuel IV, qui venait d'abdiquer comme prince du Piémont, à s'exiler en Sardaigne en février 1799 et capture le navire espagnol San Antonio en juin 1799. En juillet 1800, il est impliqué dans un incident au cours duquel son escadron a arrêté et fouillé un convoi danois en direction de la France: l'incident conduit à la formation de la Deuxième Ligue de neutralité armée, une alliance entre le Danemark, la Prusse, la Suède et la Russie.

La prise d'un Brick français, peut-être La Chevrette

Gage est devenu commandant du HMS Uranie dans l'escadron de la Manche en mars 1801 et participe à la capture du navire français Chevrette en juillet 1801 . Il est ensuite commandant du HMS Thetis dans l'escadron méditerranéen en juillet 1805 et du HMS Indus également dans l'escadron méditerranéen en février 1813. Sur le HMS Indus, il participe à l'attaque du navire français Romulus en février 1814 lors des phases finales des guerres napoléoniennes.

## Commandement supérieur

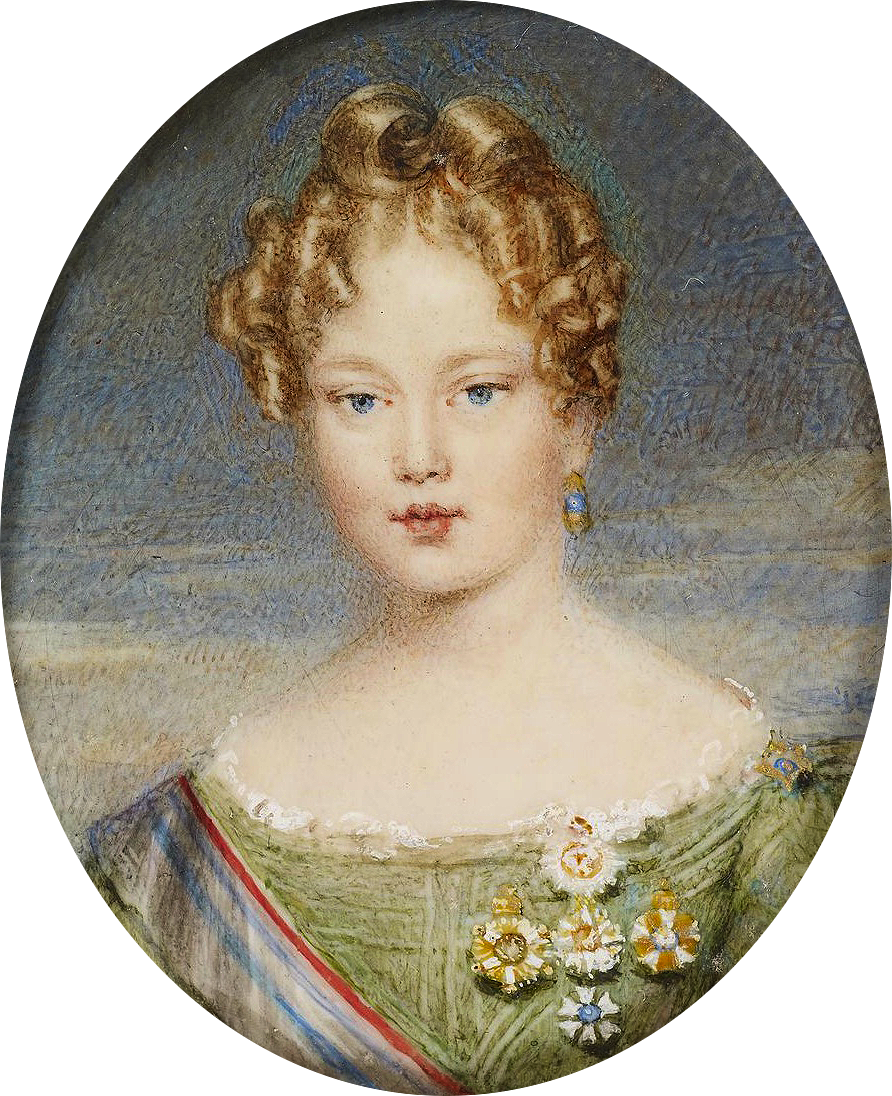
La jeune reine Maria II que Gage avait ordre de protéger pendant lz Guerre civile portugaise

Promu contre-amiral le 19 juillet 1821, Gage est nommé commandant en chef de la station des Indes orientales, avec son drapeau dans le HMS Warspite, en décembre 1825 . Il est ensuite commandant en chef des Downs en 1833 et, à la suite de la révolution belge, participe au blocus de l'Escaut cet été-là en offrant un soutien naval au Royaume de Belgique nouvellement créé. Il est nommé Chevalier Grand-Croix de l'Ordre Royal Guelphique le 19 avril 1834 . Promu vice-amiral le 10 janvier 1837, il devient commandant en chef de la station de Lisbonne, avec son drapeau dans le HMS Hastings, en avril 1837 avec l'ordre de protéger la jeune reine Maria II pendant la Guerre civile portugaise. Il est ensuite devenu deuxième lord naval du deuxième ministère de Peel en septembre 1841 et est resté à ce poste jusqu'à la chute du gouvernement en juillet 1846.

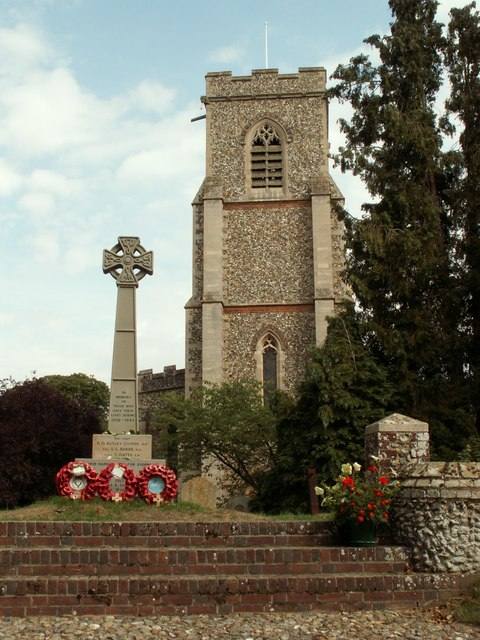
Cimetière de St Peter à Thurston où Gage est enterré

Promu au rang d'amiral à part entière le 9 novembre 1846, Gage est devenu commandant en chef, Devonport, avec son drapeau dans le HMS San Josef, en 1848 et dans ce rôle, il doit contenir une épidémie de choléra sur le navire américain American Eagle passant par Plymouth Sound en juin 1849 . Il est nommé contre-amiral du Royaume-Uni le 24 octobre 1853 et vice-amiral du Royaume-Uni le 6 novembre 1854, puis nommé chevalier grand-croix de l'Ordre du Bain le 18 mai 1860, avant d'être promu amiral de la flotte le 20 mai 1862. Il meurt à son domicile, Thurston Cottage, à Thurston, Suffolk, le 4 janvier 1864 et est enterré au cimetière St Peter's à Thurston. Gage ne s'est jamais marié ou n'a eu aucun enfant.
Le cap Gage, un promontoire rocheux à l'extrémité orientale de l'île de Ross près de l'Antarctique, a été découvert par James Clark Ross et nommé en son honneur. Gage Street, une courte rue commerciale à sens unique dans le centre de Hong Kong  et Gage Roads, le canal maritime dans l'océan Indien au large de Fremantle, en Australie occidentale, porte également son nom .